# Ilomska
De Ilomska is een rivier in Mediaan Bosnië, Bosnië en Herzegovina.  Deze rivier is een zijrivier van de rivier de Ugar.
De Ilomska ontspringt uit de noordoostelijke helling van de berg de Vlašić, gemeente Travnik.
De Una mondt uit in de Sava vlak bij Vitovlje. De belangrijkste zijtakken van de Ilomska zijn de Crna rijeka (links), Manatovac, Mala Ilomska en Devetero vrela (rechts).